# Long John Silver
Long John Silver är en fiktiv romanfigur i Robert Louis Stevensons roman Skattkammarön från 1883.

## Romanfiguren
Han är en skeppskock och piratkapten och arbetar under Kapten Flint. Det sägs att Silver var den ende Flint någonsin fruktade. I romanen framställs han som charmig, men manipulativ. Det framgår inte alltid huruvida Silver agerar i egenintresse och hans vänlighet mot Jim Hawkins är ytlig manipulation eller om han verkligen hyser ömhet för hjälten. Därför brukar skildringarna av Long John Silver ofta te sig ganska olika i adaptioner av romanen. Ibland framställs Silver som en samvetslös skurk och ibland som något av en antihjälte som till slut väljer att göra gott.

## Filmatiseringar
Ett flertal filmer som baseras på boken Skattkammarön har producerats. Bland dem som spelat Silver på vita duken kan nämnas Wallace Beery, Orson Welles, Charlton Heston, Robert Newton, Tim Curry, Jack Palance och Brian Blessed. Eddie Izzard porträtterar Silver i den brittiska miniserien Treasure Island från 2012, och 2014 i prequel-serien Black Sails görs han av Luke Arnold. Brian Murray gav sin röst åt figuren i Disneys "Skattkammarplaneten" från 2002, där John Silver är en cyborg. Sven Wollter gav sin röst åt karaktären i den svenska versionen. 

## Eftermäle
1995 skrev professorn i fransk litteratur vid universitetet i Lund, Björn Larsson en internationellt mycket uppmärksammad roman om Stevensons karaktär med namnet Long John Silver. Romanen har givits ut i 10 länder och hyllats av kritikerna. Boken berättar Long John Silvers historia i självbiografisk form.
Det finns även en restaurangkedja med namnet Long John Silver's samt ett cigarettmärke som heter John Silver.